# Montegioco
Montegioco – miejscowość i gmina we Włoszech, w regionie Piemont, w prowincji Alessandria.
Według danych na styczeń 2010 gminę zamieszkiwało 347 osób przy gęstości zaludnienia 63,8 os./1 km².